# Genouillac, Creuse
Genouillac este o comună în departamentul Creuse din centrul Franței. În 2009 avea o populație de 804 de locuitori.

## Evoluția populației
| An        | 1975 | 1982 | 1990 | 1999 | 2006 | 2009 |
| --------- | ---- | ---- | ---- | ---- | ---- | ---- |
| Populație | 859  | 783  | 775  | 781  | 800  | 804  |